# ایوان گاشپاروویچ
ایوان گاشپاروویچ یا درستر ایوان گاشپارُویچ (به اسلواکیایی: Ivan Gašparovič) زاده ۲۷ مارس ۱۹۴۱); از سال ۲۰۰۴ تا ۲۰۱۴ میلادی مقام ریاست جمهوری اسلواکی را برعهده داشت. او اولین رئیس جمهوری است که دو بار به این سمت برگزیده می‌شود.